# Кингерсхајм
Кингерсхајм (фр. Kingersheim) насеље је и општина у Француској у региону Алзас, у департману Горња Рајна.
По подацима из 2006. године у општини је живело 13.330 становника, а густина насељености је износила 1.993 становника/km².

## Демографија
| 1962. | 1968. | 1975. | 1982. | 1990.  | 2006.  | 2011.  |
| ----- | ----- | ----- | ----- | ------ | ------ | ------ |
| 5.607 | 5.920 | 7.928 | 9.655 | 11.258 | 13.330 | 12.955 |